# Oncometopia venosula
Oncometopia venosula är en insektsart som beskrevs av William Lucas Distant 1908. Oncometopia venosula ingår i släktet Oncometopia och familjen dvärgstritar. Inga underarter finns listade i Catalogue of Life.